# Orde voor Dapperheid (Indonesië)
De Orde voor Dapperheid of Bintang Sakti is een Indonesische ridderorde met een enkele graad. De orde werd behalve aan Indonesische vrijheidsstrijders ook aan de Joegoslavische maarschalk Tito verleend. Zie de Lijst van ridderorden en onderscheidingen van maarschalk Tito.
Het lint is geel met vijf rode strepen. Het kleinood is een kleine zilveren ster ("bintang"). Men draagt de onderscheiding op de linkerborst.

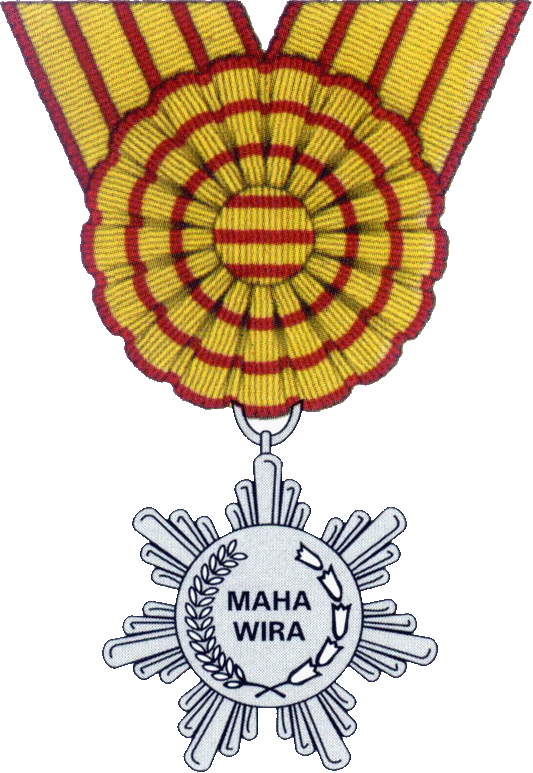